# FCM F1
Char d'attaque des fortifications FCM F1 — проект французского двухбашенного сверхтяжёлого танка межвоенного периода.
Танк планировался к выпуску компанией FCM и должен был быть запущен в серийное производство серией в 12 единиц в марте 1941 года по 2 танка в месяц согласно заказу от 26 апреля 1940 года, заменив существующий сверхтяжёлый танк FCM 2C.

## История
Этот «наземный линкор» был разработан для штурма вражеских укреплений, таких как линия Зигфрида. Первый прототип был заказан в Forges et Chantiers de la Méditerranée ещё в апреле 1938 года, однако процесс подписания контракта шёл очень медленно. К концу января 1940 года планировалось завершить разработку, в сентябре того же года начать работу над прототипом, а в январе следующего года провести испытания.
Работа над проектом была немедленно прекращена после немецкого вторжения во Францию в 1940 году. К этому времени даже прототип танка построен не был; существовал лишь его деревянный полноразмерный макет, собранный и запечатлённый на фотографиях 6 апреля и представленный Танковой учебной комиссии 12 апреля 1940 года.

## Описание конструкции

### Прототип
Проектировался как танк прорыва с мощным вооружением. Согласно проекту, стальная броня корпуса катаного типа должна была иметь толщину 100 мм.
Основная башня, установленная сзади, должна была быть вооружена 90-мм корабельной зенитной пушкой 90 mm L/50 Mle.1926. К тому времени для орудия главного калибра существовали исключительно осколочно-фугасные боеприпасы под индексом OEA Mle.1925. Передняя вспомогательная башня должна была оснащаться 47-мм пушкой SA 37, для которой уже имелись противотанковые боеприпасы. Обе башни находились на этапе производства на заводе в Гавре весной 1940 года.
Посередине танка располагалась радиостанция и моторное отделение со спаренной силовой установкой — два двигателя модели Renault V12 KGM мощностью 550 л. с. каждый позволяли 140-тонной машине развивать скорость 24 км/ч, а электрическая трансмиссия, разработанная компанией Alsthom, должна была позволить танку перемещаться в обоих направлениях с одинаковой скоростью.

### Серийная модель
Серийная модель, согласно проекту, должна была подвергнуться некоторым изменениям касательно вооружения. Так, башня с 47-мм пушкой должна была быть заменена рубкой с 75-мм гаубицей SA 35, а по бортам требовалось установить по одной 25-мм противотанковой пушке SA 35.
О количестве членов экипажа в той или иной машине данных нет, теоретически экипаж мог состоять из 7 (прототип) до 9 (серийная модель) человек.

## В массовой культуре

### В стендовом моделизме
- Китайской компанией 5M Hobby выпускается модель танка FCM F1 в масштабе 1/72[5].
- Модель Char forteresse FCM F1 в масштабе 1/100 выпускается французским интернет-магазином Game Miniatures[6].